# Tentsuyu

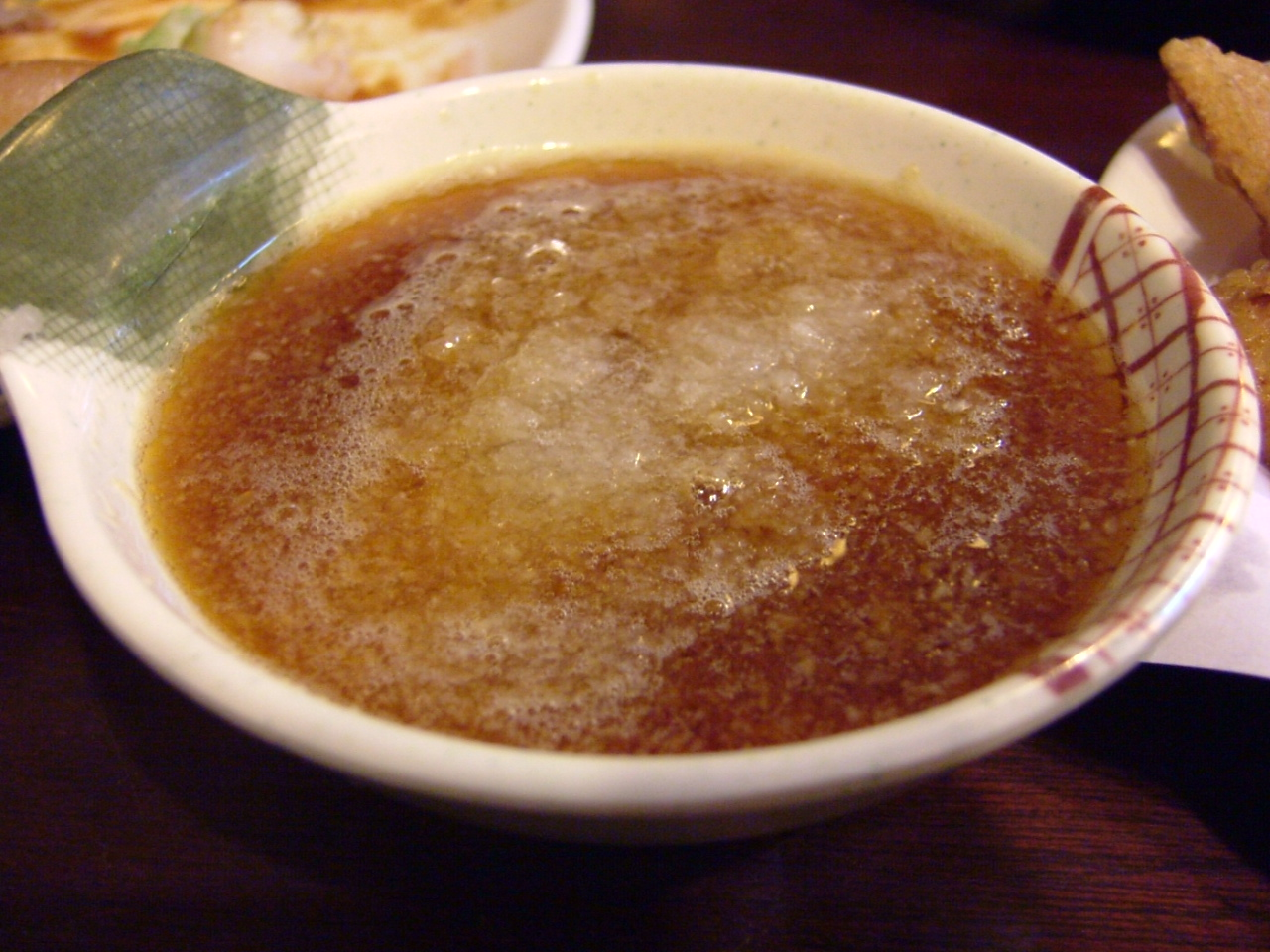
Tentsuyu-Sauce

Tentsuyu, gelegentlich auch Ten-tsuyu, (japanisch 天つゆ, てんつゆ oder Kanji 天汁) ist eine japanische Sauce aus Dashi, Mirin und Sojasauce. Sie wird häufig zu Tempura serviert, wobei vorher oft noch geriebener Daikon-Rettich und Ingwer hinzugegeben wird.
Das Rezept für Tentsuyu hängt von den Jahreszeiten und von den Zutaten ab, für die Tentsuyu zubereitet wird. Sie kann warm oder kalt serviert werden. Ein allgemeines, universell einsetzbares Tentsuyu kann aus drei Teilen Dashi, einem Teil Mirin und einem Teil Sojasauce bestehen. Für geruchs- oder geschmacksintensive Zutaten können jedoch statt Mirin auch Sake und Zucker oder mehr oder weniger Sojasauce verwendet werden.
Ähnliche Zutaten bilden die köchelnde Sauce für Donburi und die Brühe für Gerichte wie Agedashi-tofu (frittierter Tofu in Brühe) und Soba (Buchweizennudeln).
Tentsuyu in konzentrierter Form wird häufig in kleinen Flaschen in Supermärkten und Lebensmittelläden in ganz Japan verkauft – außerhalb Japans beispielsweise in asiatischen Lebensmittelläden in den USA.